# أكاديمية فاغانوفا للباليه
أكاديمية فاغانوفا للباليه (بالروسية: Академия русского балета имени А. Я. Вагановой) مدرسة في سانت بطرسبرغ. سُمِّيت على اسم الراقصة أغريبينا فاغانوفا. تُعرف سابقاً باسم الأكاديمية الإمبراطورية للباليه. افتتحت في 1738.

## روابط خارجية
- أكاديمية فاغانوفا للباليه على موقع الموسوعة البريطانية (الإنجليزية)